# 高橋光信
高橋 光信（たかはし みつのぶ、1975年7月7日 - ）は、横浜市南区出身の元プロ野球選手（内野手）、プロ野球コーチ。愛称は「ミツ」。

## 経歴

### プロ入り前
小学1年の時に野球を始め、中学時代は中本牧リトルシニアに所属する一方で中学では柔道部に所属した。
横浜高校では1年時に右肩を手術、捕手も経験して3年時には第65回選抜高等学校野球大会に出場したが、膝を故障するなど度重なる怪我に苦しんだ。その際に渡辺元智野球部監督から相談に親身に対応してもらったことで、高校卒業の時点では指導者になることを目指していた（また、高校の1学年先輩に丹波幹雄・部坂俊之・中野栄一が、同期に白坂勝史が、1学年後輩に多村仁（現・多村仁志）・斉藤宜之・矢野英司・紀田彰一が、2学年後輩に横山道哉がいた）。そのため、教員免許を取得するなどの理由から強豪校をあえて避け、千葉県大学野球連盟所属の国際武道大学に進学する。大学では3年の大学選手権で優勝した青学大にコールド敗退するが、澤崎俊和から本塁打を放つ。日米大学野球選手権大会日本代表に選出され、高橋由伸の後を打つ4番として出場した。さらに、リーグ新記録となる大学通算16本塁打を記録する。最優秀選手1回、ベストナイン5回。
1997年のドラフトで中日ドラゴンズから6位指名を受け入団する（背番号は66）。当時の監督星野仙一から「打つだけなら（高橋）由伸より光信だねぇ」と期待された（ただし、「守備は小学生（レベル）だねぇ…」と苦笑してオチをつけていた）。さらに、高校時代の同期だった白坂が同年ドラフトの7位で中日から指名を受けたため、プロでも白坂とチームメイトとなった。

### 中日時代
3年目の2000年にウエスタン・リーグで70打点を記録し打点王を獲得。同年一軍に初昇格する。
6年目の2003年まで二軍では活躍していたが、守備の不安や故障なども有り一軍では目立った成績を残せなかった。
2004年からは、落合博満の新監督就任によって背番号66を譲る事になった高橋は、背番号0に変更した。同年は実績は無かろうとも、落合監督の掲げた「右の和製4番打者」候補の1人に挙げられると、シーズン後半から選球眼の非常に優れた代打の切り札として起用された。9月7日の読売ジャイアンツ戦では右投手の中村隼人に対して左打ちの井上一樹の代打として、勝ち越しの押し出し四球を選んだ。9月14日の阪神タイガース戦(甲子園)では九回表に完封目前の井川慶から起死回生の同点3点本塁打を放った他、9月25日の横浜戦(横浜スタジアム)では六回表に3ラン本塁打、10月2日のヤクルト戦では再びディッキー・ゴンザレスの完封目前の九回裏にソロ本塁打など、全て代打出場で活躍した。
2005年4月2日の横浜ベイスターズ戦で1点ビハインドの9回に代打出場し、自身初となる逆転サヨナラ2ラン本塁打を佐々木主浩から放ち、三塁ベースコーチの高代延博一軍野手総合チーフコーチと手を繋ぎスキップしながらホームインした。5月6日、セ・パ交流戦初戦となるオリックス・バファローズ戦で、暴力事件で出場停止となっていたタイロン・ウッズに代わり4番指名打者でスタメン出場し、3番レフト立浪和義5番ライト福留孝介とクリーンナップを形成。球団史上初の公式戦先発指名打者を務めた。
2006年は積極的な打撃スタイルに変えたことで四球数が減少。シーズン途中までは好調を維持していたが、8月に打撃不振と故障により登録を抹消され、それ以降一軍に再昇格することなくシーズンを終えた。一軍では立浪和義が代打での活躍や、新人の新井良太の起用もあり、10月28日に球団から戦力外通告を受けた。11月に12球団合同トライアウトを受験した。その後、阪神の秋季キャンプへの参加が認められ、入団テストに合格して阪神入団が決定した。

### 阪神時代
2007年は右の代打要員として開幕からベンチ入りするも、極度の不振に陥り開幕1か月で二軍落ち。その後、故障した林威助と入れ代わりで8月29日に一軍昇格。同年初となるスタメンで即日起用され、移籍後初打点を挙げると、8月31日には移籍後初本塁打を放ちお立ち台にも上がった。当時はちょうどチームが10連勝した時期で、連勝中は打率.500の活躍を見せた。
2008年は、交流戦中の5月26日に一軍昇格して即日代打起用され安打を放った。その後、交流戦期間中は指名打者で先発出場もし、リーグ戦再開後は代打要員兼新井貴浩が腰痛で欠場した際のスタメン一塁手として起用され、勝負強い打撃を見せた。7月29日の東京ヤクルトスワローズ戦では5番一塁で先発出場し、石川雅規から決勝点かつプロ通算100本目の安打となるソロ本塁打を放つなど、自己最高成績を残した。9月には、自らがプロデュースしたTシャツが球団公認グッズとして発売された。
2009年は開幕一軍から漏れた上、4月末に右脹脛を痛めた影響で一軍昇格は6月になった。結局1年を通しては芳しい成績を挙げられなかった。
2010年は7試合の出場で無安打に終わり、この年限りで現役引退した。

### 現役引退後
2011年に阪神の二軍打撃コーチへ就任。和田豊が一軍監督へ就任した2012年から、一軍打撃コーチを務めた。同年チーム打率4位、得点・本塁打同最下位に終わった。
2015年には、チーム打率がセントラル・リーグ4位、安打数が5位、得点数が最下位、本塁打数が5位と低迷。その結果、10月17日に、コーチ契約を更新しないことを球団から通告され、解任された。
2016年1月1日付で、オリックス・バファローズに業務委託スタッフとして入団。同年のシーズン中は、一軍に帯同しながら、アドバイザーに近い立場でスコアラーを務めた。2017年シーズンからは、一軍打撃コーチを務めたがチーム打率・得点・本塁打がリーグ4位に終わり、シーズン最終戦翌日の10月10日に来年度の契約更新を行わない旨を通告された。

## 選手としての特徴・人物
パンチ力に加え、選球眼の良さと勝負強さが光る強打者。現役時代は主に代打の切り札として活躍。泥臭くも一振りにかける姿から多くのファンに愛された。
中日在籍時代から、ボランティア活動として毎年オフに中日の選手を数人引き連れて名古屋市内の児童施設の子供たちを回転寿司屋に招き、自ら寿司職人となって寿司を振舞っている。阪神移籍後も「これだけはプロ野球選手である限り続けたい」と中日の若手選手に交じって参加しており、阪神コーチとなってからもこの行事には顔を出している。中日時代は中日のユニフォームを着ていたが、移籍後は寿司職人風の衣装を着ている。
阪神移籍後の登場曲は、2008年シーズンの途中からET-KINGの「ギフト」に変更し、2009年からはこの曲の歌詞を一部変えたオリジナルバージョンを使用している。
愛称の「ミツ」については、阪神の選手時代に、当時の一軍監督だった岡田彰布が多用。芸能界屈指の阪神ファンである松村邦洋が岡田の声帯模写へ盛り込んだこと（当該項で詳述）によって、阪神ファンを中心に広く知られるようになった。
趣味は釣りで、阪神移籍後はサンテレビの釣り番組「ビッグフィッシング」に毎年1月に出演している。

## 詳細情報

### 年度別打撃成績
| 年 度      | 球 団      | 試 合 | 打 席 | 打 数 | 得 点 | 安 打 | 二 塁 打 | 三 塁 打 | 本 塁 打 | 塁 打 | 打 点 | 盗 塁 | 盗 塁 死 | 犠 打 | 犠 飛 | 四 球 | 敬 遠 | 死 球 | 三 振 | 併 殺 打 | 打 率 | 出 塁 率 | 長 打 率 | O P S |
| ---------- | ---------- | ----- | ----- | ----- | ----- | ----- | -------- | -------- | -------- | ----- | ----- | ----- | -------- | ----- | ----- | ----- | ----- | ----- | ----- | -------- | ----- | -------- | -------- | ----- |
| 2000       | 中日       | 22    | 38    | 38    | 4     | 9     | 2        | 0        | 2        | 17    | 6     | 0     | 0        | 0     | 0     | 0     | 0     | 0     | 5     | 2        | .237  | .237     | .447     | .684  |
| 2001       | 中日       | 3     | 7     | 6     | 0     | 0     | 0        | 0        | 0        | 0     | 0     | 0     | 0        | 0     | 0     | 1     | 0     | 0     | 1     | 1        | .000  | .143     | .000     | .143  |
| 2002       | 中日       | 26    | 74    | 70    | 9     | 16    | 2        | 0        | 3        | 27    | 5     | 1     | 1        | 0     | 0     | 1     | 0     | 3     | 10    | 1        | .229  | .270     | .386     | .656  |
| 2003       | 中日       | 15    | 14    | 14    | 1     | 3     | 1        | 0        | 1        | 7     | 1     | 0     | 0        | 0     | 0     | 0     | 0     | 0     | 3     | 1        | .214  | .214     | .500     | .714  |
| 2004       | 中日       | 35    | 35    | 27    | 5     | 8     | 1        | 0        | 3        | 18    | 9     | 0     | 0        | 0     | 0     | 6     | 0     | 2     | 6     | 0        | .296  | .457     | .667     | 1.124 |
| 2005       | 中日       | 72    | 80    | 69    | 3     | 17    | 4        | 0        | 3        | 30    | 14    | 0     | 0        | 0     | 1     | 7     | 0     | 2     | 14    | 2        | .246  | .329     | .435     | .764  |
| 2006       | 中日       | 67    | 90    | 86    | 6     | 21    | 6        | 0        | 3        | 36    | 12    | 0     | 0        | 0     | 1     | 3     | 0     | 0     | 15    | 2        | .244  | .267     | .419     | .685  |
| 2007       | 阪神       | 37    | 48    | 44    | 2     | 11    | 0        | 0        | 1        | 14    | 4     | 0     | 0        | 0     | 0     | 3     | 0     | 1     | 7     | 1        | .250  | .313     | .318     | .631  |
| 2008       | 阪神       | 68    | 115   | 108   | 9     | 34    | 7        | 0        | 4        | 53    | 15    | 0     | 0        | 0     | 1     | 6     | 0     | 0     | 16    | 2        | .315  | .348     | .491     | .839  |
| 2009       | 阪神       | 46    | 45    | 41    | 2     | 10    | 0        | 0        | 1        | 13    | 10    | 0     | 0        | 0     | 2     | 2     | 0     | 0     | 3     | 2        | .244  | .267     | .317     | .584  |
| 2010       | 阪神       | 7     | 7     | 7     | 0     | 0     | 0        | 0        | 0        | 0     | 0     | 0     | 0        | 0     | 0     | 0     | 0     | 0     | 3     | 0        | .000  | .000     | .000     | .000  |
| 通算：11年 | 通算：11年 | 398   | 553   | 510   | 41    | 129   | 23       | 0        | 21       | 215   | 76    | 1     | 1        | 0     | 5     | 29    | 0     | 8     | 83    | 14       | .253  | .301     | .422     | .723  |

- 2010年度シーズン終了時

### 年度別守備成績
| 年 度 | 球 団 | 一塁  | 一塁  | 一塁  | 一塁  | 一塁  | 一塁     |
| 年 度 | 球 団 | 試 合 | 刺 殺 | 補 殺 | 失 策 | 併 殺 | 守 備 率 |
| ----- | ----- | ----- | ----- | ----- | ----- | ----- | -------- |
| 2000  | 中日  | 12    | 44    | 8     | 0     | 1     | 1.000    |
| 2001  | 中日  | 3     | 15    | 2     | 0     | 0     | 1.000    |
| 2002  | 中日  | 22    | 165   | 6     | 1     | 6     | .994     |
| 2003  | 中日  | 6     | 15    | 1     | 0     | 1     | 1.000    |
| 2005  | 中日  | 2     | 14    | 0     | 0     | 0     | 1.000    |
| 2006  | 中日  | 10    | 52    | 3     | 0     | 2     | 1.000    |
| 2007  | 阪神  | 10    | 35    | 2     | 0     | 4     | 1.000    |
| 2008  | 阪神  | 24    | 159   | 11    | 0     | 17    | 1.000    |
| 2009  | 阪神  | 5     | 7     | 1     | 0     | 0     | 1.000    |
| 通算  | 通算  | 94    | 506   | 34    | 1     | 31    | .998     |

### 記録
- 初出場：2000年8月25日、対ヤクルトスワローズ20回戦（明治神宮野球場）、8回表に落合英二の代打で出場
- 初打席：同上、8回表に山本樹の前に三振
- 初安打：2000年8月26日、対ヤクルトスワローズ21回戦（明治神宮野球場）、8回表に中山裕章の代打で出場、松田慎司から左前安打
- 初本塁打・初打点：2000年8月31日、対広島東洋カープ22回戦（広島市民球場）、9回表に黒田博樹から左中間へ2ラン
- 初先発出場：2000年9月7日、対横浜ベイスターズ23回戦（ナゴヤドーム）、6番・一塁手として先発出場
- 初盗塁：2002年9月21日、対横浜ベイスターズ25回戦（ナゴヤドーム）、3回裏に二盗（投手：森中聖雄、捕手：中村武志）

### 背番号
- 66 （1998年 - 2003年）
- 0 （2004年 - 2006年）
- 50 （2007年 - 2010年）
- 75 （2011年 - 2015年）
- 73 （2017年）